# 고기동 (1971년)
고기동(高綺童, 1971년 1월 8일 ~ )은 대한민국의 공무원이다. 제6대 행정안전부 차관을 역임했다.

## 학력
- 수원고등학교 졸업
- 연세대학교 사회과학대학 행정학 학사
- 위스콘신 대학교 대학원 행정학 석사
- 연세대학교 대학원 행정학 박사

## 경력
- 1994.11 제38회 행정고시 합격
- 대통령비서실 혁신관리비서관실 행정관
- 2005 중앙인사위원회 정책홍보협력담당관
- 2006 중앙인사위원회 혁신인사기획관
- 2007 중앙인사위원회 고위공무원정책과장
- 2008 행정안전부 지방행정국 지방공무원과장
- 2009 행정안전부 기획조정실 규제개혁법무담당관
- 2010 행정안전부 장관 비서관
- 2014.11 ~ 2015.5 안전행정부 기획조정실 기획재정담당관
- 2015.5 ~ 2016.1 행정자치부 장관 비서실장
- 2016.3 ~ 2016.7 세종특별자치시청 기획조정실장
- 2016.7 ~ 2017.5 대통령비서실 선임행정관
- 2017.7 ~ 2019.2 세종특별자치시청 기획조정실장
- 2019.12 ~ 2020.12 행정안전부 지역경제지원관
- 2020.12 ~ 2021.3 행정안전부 정부혁신기획관
- 2021.3 ~ 2022.8 행정안전부 인사기획관
- 2022.8 ~ 2023.8 세종특별자치시 행정부시장
- 2023.8 ~ 2025.6 행정안전부 차관
- 2023.8 ~ 2025.6 사행산업통합감독위원회 당연직 위원
- 2023.8 ~ 2025.6 대통령직속 저출산고령사회위원회 운영위원회 정부위원
- 2024.12 ~ 2025.6 행정안전부 장관 직무대행

## 저서
- 《현실정책》, 마르코폴로 (2025) ISBN 9791192667973